# Richárd Guzmics
Richárd Guzmics (Szombathely, 16 de abril de 1987) é um futebolista profissional húngaro que atua como defensor, atualmente defende o Wisła Kraków.

## Carreira
Richárd Guzmics fez parte do elenco da Seleção Húngara de Futebol da Eurocopa de 2016.